# Ǵoko Zajkov
Ǵoko Zajkov (Skopie, 10 de febrero de 1995) es un futbolista macedonio que juega de defensa en el Ajman Club de la UAE Pro League.

## Selección nacional
Es internacional con la selección de fútbol de Macedonia del Norte desde 2016.

## Clubes
| Club                           | País                | Año       |
| ------------------------------ | ------------------- | --------- |
| F. K. Rabotnički               | Macedonia del Norte | 2012-2014 |
| Stade Rennais F. C.            | Francia             | 2014-2016 |
| Charleroi S. C. (cedido)       | Bélgica             | 2015-2016 |
| Charleroi S. C.                | Bélgica             | 2016-2021 |
| P. F. C. Levski Sofia          | Bulgaria            | 2021-2022 |
| F. C. Vorskla Poltava          | Ucrania             | 2022-2023 |
| P. F. C. Slavia Sofia (cedido) | Bulgaria            | 2022      |
| Universitatea Craiova          | Rumania             | 2023-2025 |
| Ajman Club                     | EAU                 | 2025-     |